# توبوالا
توبوالا (به اسپانیایی: Tubualá) یک منطقهٔ مسکونی در پاناما است که در Kuna Yala واقع شده‌است.

## خصوصیات
توبوالا ۱ ۱۸۳ نفر جمعیت دارد.